# キム・サラン

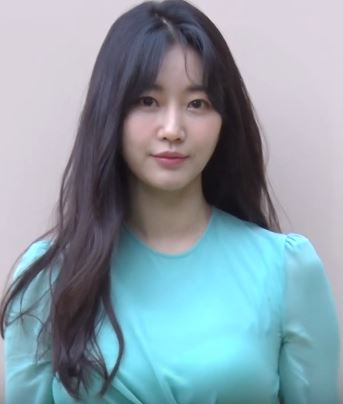

キム・サラン（김사랑、Kim Sa Rang、1978年1月12日 - ）は、韓国の女優・モデル。レオインターナショナル所属。2000年ミスコリアで「真」を受賞。40代を迎えても、20代のような童顔美貌と評される。

## 来歴
幼いころから女優を目指す。2000年にミス・コリアで「真」に選ばれ、2001年にはミスユニバースで民族衣装賞を受賞した。2001年の女優デビュー後、数々の作品に出演している。カミソリブランド「ジレット」、シャンプー「エスタール」、DKオンライン広報、各種モデルに抜擢された。40代を迎えても、20代のような童顔美貌と評される。容貌だけでなく演技力も評価されている。
2018年4月25日、イタリアミラノ「fornasetti（フォルナセッティ）」の売り場で放置されていた深さ2mのマンホール穴に墜落、右足骨折・全身打撲の重傷を負う。すぐに帰国し治療するも、1カ月以上の入院生活となった。

## 人物
本貫は慶州金氏。龍仁大学大学院国楽科出身で伽椰琴を専攻した。趣味は料理、音楽鑑賞、PCゲームで、特技は専攻した伽椰琴。女優パク・チニと共に保護犬支援をしている。弟が一人いる。身長173 cm。血液型はO型。

## 出演作

### ドラマ
- 天使の怒り（2000年、SBS）
- ミナ（2001年、MBC）
- 情～愛よりも深く～（2002年、SBS） - チョ・ウルスク役
- 千年の愛（2002年、SBS） - コ・ウンビ／グムファ役
- このろくでなしの愛（2005年、KBS） - ハン・ダジョン役
- 王と私（2007年-2008年、SBS） - オウドン役
- シークレット・ガーデン（2010年-2011年、SBS） - ユン・スル役
- 愛するウンドン（2015年、JTBC） - ソ・ジョンウン／チ・ウンドン役
- アビス（2019年、tvN） - コ・セヨン役
- 復讐せよ(2020年、TV朝鮮） - カン・ヘラ役

### 映画
- ラブ・インポッシブル～恋の統一戦線～（2003年）
- 誰が彼女と寝たのか？（2006年）
- パーフェクトマン（2019年-2020年）※10年ぶりのスクリーン復帰

### ミュージカル
- GODSPELL（2012年）

## 広告
- Faith in Face（페이스인페이스）
  - CM「SWAN FEATHER」（2015年10月）
- EVER COLLAGEN（에버콜라겐）
  - CM「New Finition」（2019年1月）
- W-angle（와이드앵글）ゴルフウェアメーカー（2016年ー）

| 年   | 季節 | バージョン        | 公開       |
| ---- | ---- | ----------------- | ---------- |
| 2016 | S/S  | CM①「2016年S／S」 | 2016年2月  |
| 2016 | S/S  | CM②「2016年S／S」 | 2016年2月  |
| 2016 | F/W  | CM①「2016年F／W」 | 2016年9月  |
| 2016 | F/W  | ※作成中※          |            |
| 2017 | S/S  | ※作成中※          |            |
| 2017 | S/S  | ※作成中※          |            |
| 2017 | F/W  | CM①「2017年F／W」 | 2017年10月 |
| 2017 | F/W  | ※作成中※          |            |
| 2018 | S/S  | CM①「2018年S／S」 | 2018年2月  |
| 2018 | S/S  | CM②「2018年S／S」 | 2018年4月  |
| 2018 | F/W  | CM①「2018年F／W」 | 2018年8月  |
| 2018 | F/W  | CM②「2018年F／W」 | 2018年10月 |
| 2019 | S/S  | ※作成中※          |            |
| 2019 | S/S  | ※作成中※          |            |
| 2019 | F/W  | CM①「2019年F／W」 | 2019年8月  |
| 2019 | F/W  | CM②「2019年F／W」 | 2019年8月  |
| 2020 | S/S  | CM①「2020年S／S」 | 2020年3月  |
| 2020 | S/S  | CM②「2020年S／S」 | 2020年4月  |
| 2020 | F/W  | CM①「2020年F／W」 | 2020年9月  |
| 2020 | F/W  | CM②「2020年F／W」 | 2020年9月  |